# Цицеро, Роже
Роже Марсель Цицеро Чичеу (нем. Roger Marcel Cicero Ciceu; 6 июля 1970, Берлин — 24 марта 2016, Гамбург) — немецкий певец (крунер), поп- и джаз-исполнитель, сын румынского пианиста Ойгена Цицеро. Выступал в основном в сопровождении биг-бэнда, интерпретируя оригинальный репертуар: современные песни на немецком языке, написанные и аранжированные в свинговой манере.

## Биография
Роже впервые выступил на сцене вместе с немецкой певицей Хелен Вита. Когда ему было 18, он поступил в Консерваторию Хонер в Тронссингене, где обучался игре на фортепиано, гитаре и пению. В 1989—1992 годах выступал с Horst Jankowski Trio, с Eugen Cicero Trio (группой своего отца), а также с Bundesjugendjazzorchester (молодёжным джаз-оркестром Германии), находившимся тогда под управлением Питера Хербольцхаймера. С 1991 по 1996 год Роже изучает джазовую манеру исполнения в Амстердамской академии искусств в Хилверсюме. С тех пор он является приглашенным певцом для групп Jazzkantine и Soulounge, в составе которых принимал участие в джазовом фестивале в Монтрё. В 2003 году основал «Квартет Роже Сисеро» — не прекращая, однако, выступления со своим биг-бендом из 11 человек.
В 2006 году Роже принял участие в записи альбома Good Morning Midnight (Доброе утро, полночь) джазовой пианистки Джулии Халсманн, а в мае выпустил свой первый сольный альбом Männersachen. Совместная работа с 13-ю композиторами (главным образом, с Матиасом Хассом и Фрэнком Рамондом) дает его песням необычное звучание. Schieß mich doch zum Mond представляет собой немецкую версию песни Фрэнка Синатры Fly Me to the Moon. Трек Zieh die Schuh aus (Сними свою обувь), который в ироническом ключе повествует о битве полов, достиг 71 места в германских чартах. Альбом Männersachen занял 3-е место.
Участник Евровидения в 2007 году. Его песня Frauen regier’n die Welt («Женщины правят миром») заняла 19-е место. 7 июля 2007 года участвовал в концерте Live Earth.
1 мая 2008 года у него родился сын Луис.
Актёрским дебютом для Роже Сисеро стал фильм Hilde (2009). За свою роль музыканта Рикки Блюма Роже получил тёплые отзывы критиков. Сам фильм, срежиссированный Каем Весселем, повествует о жизни германской певицы и актрисы Хильдегард Кнеф (её сыграла Хайке Макач).
Третий сольный альбом певца Artgerecht был выпущен 3 апреля 2009 года.
24 марта 2016 Роже Цицеро скончался от инсульта — по той же причине, что и его отец Ойген Цицеро.

## Дискография

### Альбомы
- 2003: The Essence Of A Live Event
- 2004: Home
- 2005: There I go
- 2006: Good Morning Midnight
- 2006: Männersachen
- 2007: Beziehungsweise
- 2009: Artgerecht
- 2015: The Roger Cicero Jazz Experience

### Синглы
- 2006: Zieh die Schuh aus (GER #71)
- 2006: So geil Berlin
- 2006: Ich atme ein (GER #74)
- 2006: Murphys Gesetz (Promo Single)
- 2007: Frauen regier’n die Welt (GER #7, AUT #51, SWI #64)
- 2007: Guess who rules the world (Online Single)
- 2007: Die Liste
- 2007: Bin heute Abend bei dir (Online Single)
- 2008: Wovon träumst du nachts? (Online Single)
- 2008: Alle Möbel verrückt live
- 2009: Nicht Artgerecht
- 2009: Boutique

### DVD
- 2007: Roger Cicero: Männersachen Live! (Recorded on Feb. 18th, 2007 in Frankfurt/Main)
- 2008: Roger Cicero — Beziehungsweise Live (Recorded on Feb. 13, 2008 in Berlin)
- 2009: " Roger Cicero:-pimmel sind dumm LIve(recorded on Feb.21, Düsseldorf)